# سوئیفتس کریک
سوئیفتس کریک (به انگلیسی: Swifts Creek) یک شهرک در استرالیا است که در ویکتوریا (استرالیا) واقع شده‌است.